# Francisco Goya
Francisco José de Goya y Lucientes (Fuendetodos, 30 marzo 1746 – Bordeaux, 16 aprile 1828) è stato un pittore e incisore spagnolo.
I suoi dipinti, i suoi disegni e le sue incisioni riflettevano gli sconvolgimenti storici in corso e influenzarono i più importanti pittori coevi e del secolo successivo. Goya è spesso indicato come l'ultimo degli antichi maestri e il primo dei moderni.
Nel 1786 divenne pittore di corte della corona spagnola e questa prima parte della sua carriera fu caratterizzata dai numerosi ritratti di appartenenti all'aristocrazia e alla famiglia reale spagnola, oltre che dalla produzione di varie serie di cartoni per arazzi, prodotti nella recente Real Fàbrica di Santa Barbara, in stile rococò, destinati al palazzo di San Lorenzo all'Escorial, residenza d'autunno dei reali di Spagna, committenza che nei successivi 17 anni si estenderà al Palazzo reale del Pardo.
Nel 1793 soffrì di una grave malattia che lo lasciò sordo, dopodiché il suo lavoro divenne progressivamente più cupo e pessimista. I suoi successivi dipinti sembrano riflettere una visione desolante dell'esistenza, che contrasta con la sua strepitosa scalata sociale: nel 1799, infatti, divenne Primer Pintor de Cámara (Primo Pittore di Corte), il grado più alto per un pittore di corte spagnolo. Alla fine del 1799, su incarico di Godoy, completò la sua Maja desnuda, un nudo straordinariamente audace per l'epoca e chiaramente ispirato allo stile di Diego Velázquez. All'inizio del XIX secolo dipinse La famiglia di Carlo IV, anche qui influenzato da Velázquez.
Nel 1807, Napoleone guidò la Grande Armata nella guerra peninsulare contro la Spagna. Durante il conflitto Goya rimase a Madrid e, sebbene non abbia mai espresso in pubblico i suoi pensieri, sembra che questi fatti lo abbiano colpito profondamente, come si può desumere da alcuni suoi lavori come I disastri della guerra, Il 2 maggio 1808, Il 3 maggio 1808. Altre opere della sua maturità includono un'ampia varietà di dipinti riguardanti la follia, i manicomi, le streghe, le creature fantastiche e la corruzione religiosa e politica, che suggeriscono che temesse per la propria salute mentale e fisica.
Il suo periodo più tardo culmina con le Pitture nere del 1819-1823, realizzate nella Quinta del Sordo, la sua casa alla periferia di Madrid dove visse, disilluso dagli sviluppi politici e sociali in Spagna, in una situazione di quasi isolamento. Alla fine, nel 1824, Goya decise di abbandonare la Spagna per ritirarsi nella città francese di Bordeaux dove completò la sua serie La Tauromaquia e una serie di altre tele importanti.
Verso la fine della sua vita un ictus lo lasciò paralizzato sul lato destro. Morì e fu sepolto il 16 aprile 1828 all'età di 82 anni. Il suo corpo fu successivamente traslato nella Chiesa di Sant'Antonio della Florida a Madrid.

## Biografia

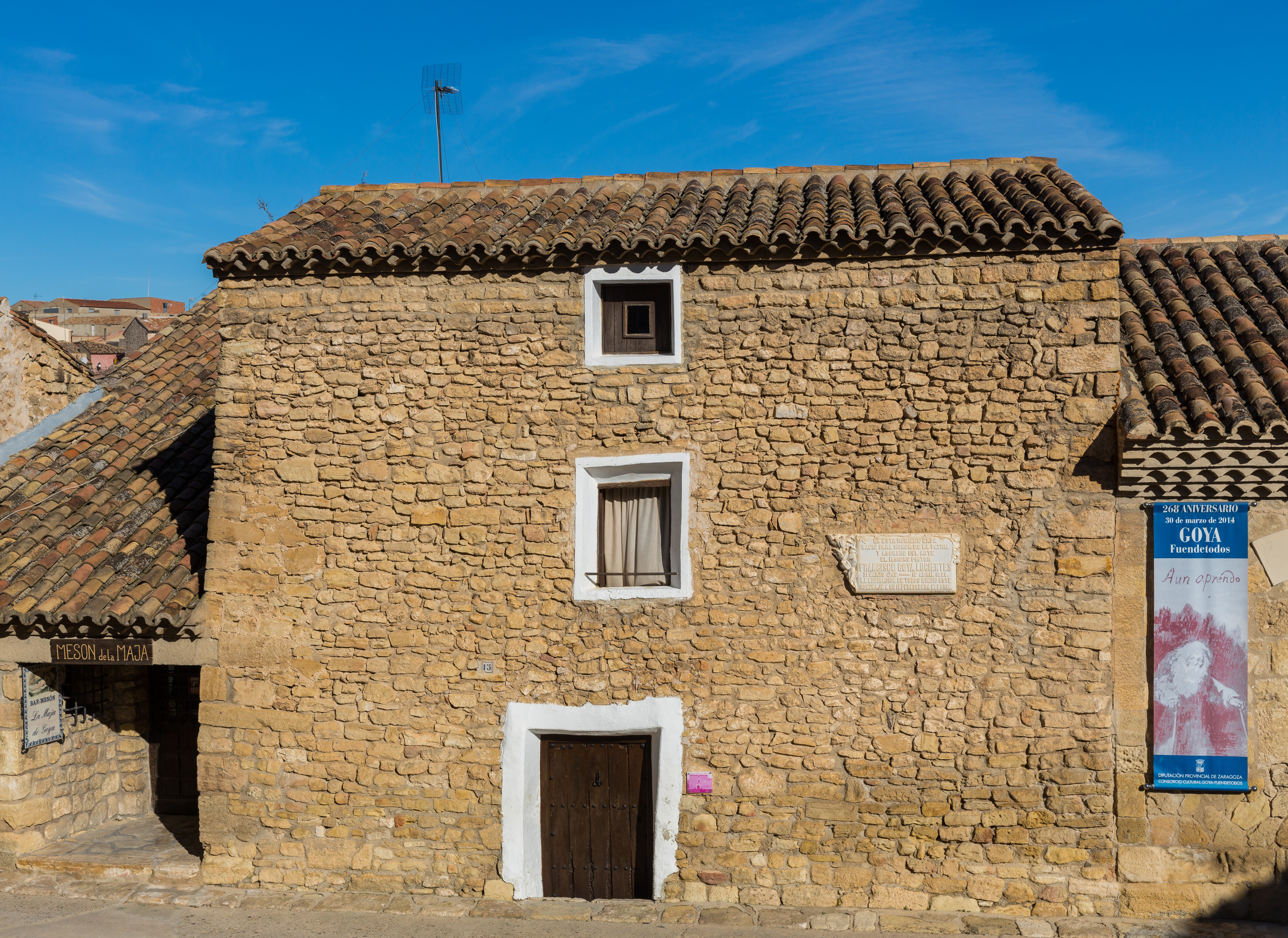
Casa natale del pittore a Fuendetodos

### Formazione
Francisco de Goya y Lucientes nacque a Fuendetodos, una desolata cittadina rurale situata nei pressi di Saragozza (nell'Aragona), presso la quale i genitori si erano insediati in quel periodo per motivi ignoti, il 30 marzo del 1746. Il padre, José Benito de Goya Franque, era un maestro doratore di lontane origini basche (gli avi paterni del pittore erano infatti originari di Zerain) e si segnalava soprattutto per i suoi lavori per la basilica di Nostra Signora del Pilar, mentre la madre, Gracia de Lucientes y Salvador, apparteneva invece a una famiglia decaduta della piccola nobiltà aragonese. Da quest'unione, legittimata nel 1736 con le nozze, Francisco Goya Amio nacque come quartogenito: suoi fratelli erano Rita (n. 1737), Tomás (n. 1739), destinato a seguire le orme paterne, Jacinta (n. 1743), Mariano (n. 1750) e Camilo (n. 1753).
Nel 1749 la famiglia Goya y Lucientes si trasferì per motivi di lavoro a Saragozza, dove qualche anno prima aveva comprato una casa. Qui il giovane Francisco poté frequentare gratuitamente il collegio delle Scuole Pie dei Padri scolopi, compiendo un iter scolastico abbastanza regolare ma non particolarmente brillante: malgrado potesse leggere, scrivere e contare senza troppe difficoltà, il giovane Goya sembrava «non interessarsi affatto alle questioni teologiche e filosofiche, tanto che anche la sua carriera di pittore fu senza pretese: Goya non era affatto un teorico d'arte», per dirla con le parole di Robert Hughes. Fu proprio nel collegio, tuttavia, che Goya conobbe Martín Zapater, con il quale stabilì un rapporto di reciproca stima e di amicizia destinato a perdurare profondamente, come ci è testimoniato dalla fitta corrispondenza epistolare che li tenne legati per tutta la vita.
Nel frattempo il giovane Goya manifestò una precoce vocazione per il disegno e per la pittura. Il padre, intuendone le inclinazioni e le potenzialità, collocò il figlio presso la bottega del pittore locale José Luzán y Martínez, condiscepolo del Solimena ed emulo di Luca Giordano e Pietro da Cortona, dal quale trasse «una grande facilità di mano, una grande rapidità di esecuzione e un certo gusto per la decorazione e per l'armonia del colore» (Pietro D'Achiardi). Nell'atelier del Luzán, uomo attento e coscienzioso verso gli allievi, Goya trovò molti compagni (fra cui Francisco Bayeu) e compì grandi e rapidi progressi, apprendendo i rudimenti del disegno e copiando le stampe dei maestri del rinascimento e del barocco italiano.

### Esordi

#### A Madrid
Compiuti i diciotto anni Goya, spinto dalla volontà di dipingere autonomamente, si trasferì a Madrid al seguito del condiscepolo Francisco Bayeu. Madrid all'epoca era una città ricca di fermenti artistici, grazie all'illuminato regno di Carlo III di Spagna, che vi aveva accentrato artisti di grande nome, primi fra tutti il neoclassico Anton Raphael Mengs e il tedoforo del rococò Giovan Battista Tiepolo, entrambi attivi nel cantiere del Palacio Real.
A Madrid, dove giunse nel 1763, Goya si divise tra un'intensa attività di studio e gli svaghi e le frequentazioni concesse da una grande città. Nella città madrilena Goya trascorreva il tempo nelle osterie a bere e a suonare o cantando serenate alle belle fanciulle locali: fu anche coinvolto in diverse risse e per dare prova della sua audacia non esitò a entrare in una cuadrilla di toreri, così da sperimentare le emozioni dell'arena. Ciò malgrado, questi furono anni estremamente formativi per il pittore, nonostante la bocciatura al concorso per l'Accademia di Belle Arti (dove tentò invano di iscriversi): a Madrid, infatti, Goya poté ampliare i propri orizzonti figurativi e cominciare a formare personali orientamenti di gusto, in primo luogo a contatto con i cantieri di Tiepolo e Mengs e con le tele di Corrado Giaquinto. Un secondo tentativo di entrare all'Accademia nel gennaio 1766 ebbe ancora una volta un cattivo esito a causa della migliore prestazione di Ramón Bayeu, fratello di Francisco, che nel 1767 verrà nominato pittore di camera del re. Per dirla con le parole di Silvia Borghesi, «i due fratelli Bayeau, che oggi conosciamo e di cui parliamo soltanto in virtù di Goya, al loro tempo gli fecero mangiare la polvere per un buon tratto di strada».

#### A Roma

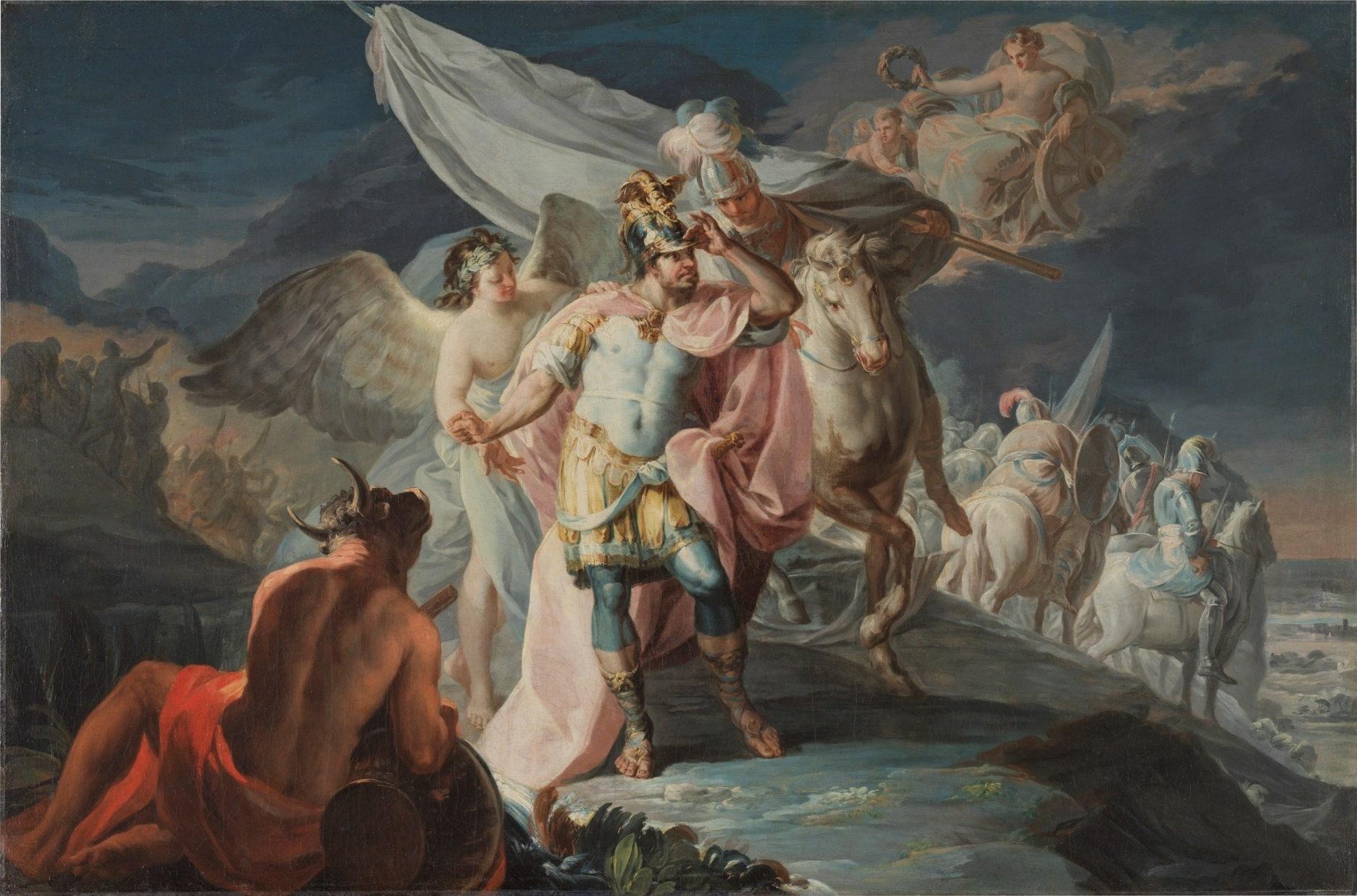
Francisco Goya, Annibale vincitore che rimira per la prima volta dalle Alpi l'Italia

Alla morte del Tiepolo, nel 1770, Goya decise di allontanarsi da Madrid e di recarsi a proprie spese a Roma, epicentro di quel classicismo che costituiva il modello di riferimento di tutta la cultura accademica del tempo. Un tempo non si sapevano molti dettagli su questo soggiorno, anche perché all'epoca Goya era un semisconosciuto: i suoi primi biografi arrivarono persino a teorizzare che giunse in Italia al seguito di una banda di toreri o di un diplomatico russo. La scoperta del Cuaderno Italiano da parte dello studioso spagnolo Arturo Ansón Navarro, tuttavia, ci ha consentito di sapere che l'artista soggiornò nel Bel Paese dal marzo-aprile 1770 fino al giugno 1771, per un totale di quattordici mesi. Dopo aver risalito la costa sino ad Antibes, dunque, Goya avrebbe fatto affrettatamente sosta a Torino, Milano e Pavia, per poi prendere un traghetto da Genova a Civitavecchia e finalmente arrivare a Roma. Fu un soggiorno assai fecondo: come osservato da Pietro D'Achiardi, la Città Eterna «in quel momento era veramente un grande centro artistico e l'atmosfera satura di cultura, di arte e di lusso, costituivano un ambiente unico in Europa, di fronte al quale Saragozza e Madrid dovettero sembrare assai provinciali al giovane artista. Le grandi processioni religiose, le feste carnevalesche, la varietà dei tipi e dei costumi insieme coi monumenti del passato, offrivano agli artisti una visione incomparabile e una sorgente inesauribile di ispirazione».
A Roma Goya si accostò alla nutrita colonia degli spagnoli e soggiornò presso la casa del pittore polacco Taddeo Kuntz; qui conobbe anche Giovan Battista Piranesi, incisore veneto al culmine della sua fama, che lasciò un'impronta profonda sulla fantasia del pittore aragonese. Nell'Urbe Goya si avvicinò anche alle opere di Hubert Robert e Johann Heinrich Füssli, presenze oscure nel secolo dei Lumi che, nell'opporsi ai solenni ideali estetici del neoclassicismo, già preludevano al romanticismo. Ispirandosi anche alla pittura magica e visionaria del seicentesco Salvator Rosa, Goya sarebbe stato immensamente debitore ai vari esponenti della fronda preromantica, i quali esercitarono un'influenza della quale non si vedono immediatamente le conseguenze, ma che riemergerà violentemente in alcune soluzioni estreme della maturità.
Altrettanto significative per il giovane artista furono le stanze di Raffaello, la volta carraccesca di palazzo Farnese e, soprattutto, la pala dell'altare maggiore della Chiesa della Santissima Trinità degli Spagnoli, eseguita da Giaquinto, pittore che aveva già potuto ammirare de visu in Spagna; tra gli artisti espressamente ricordati nel Cuaderno, in ogni caso, vi sono anche Bernini, Veronese, Reni, Guercino, Maratta, Algardi e Rubens. L'ultimo atto compiuto da Goya in Italia fu quello di inviare la grande tela di Annibale vincitore che rimira per la prima volta dalle Alpi l'Italia al concorso tenutosi nel 1771 all'Accademia di Parma con l'intento di consolidare la propria fama, non riuscendo tuttavia a vincere (pur ottenendo un rispettabile secondo posto). Dopo un atto criminoso (rapì una ragazza di Trastevere, rinchiusa dai parenti in un convento, e fu per questo perseguitato dalla polizia), con l'aiuto economico dell'ambasciatore spagnolo fece ritorno a Saragozza nel giugno 1771.

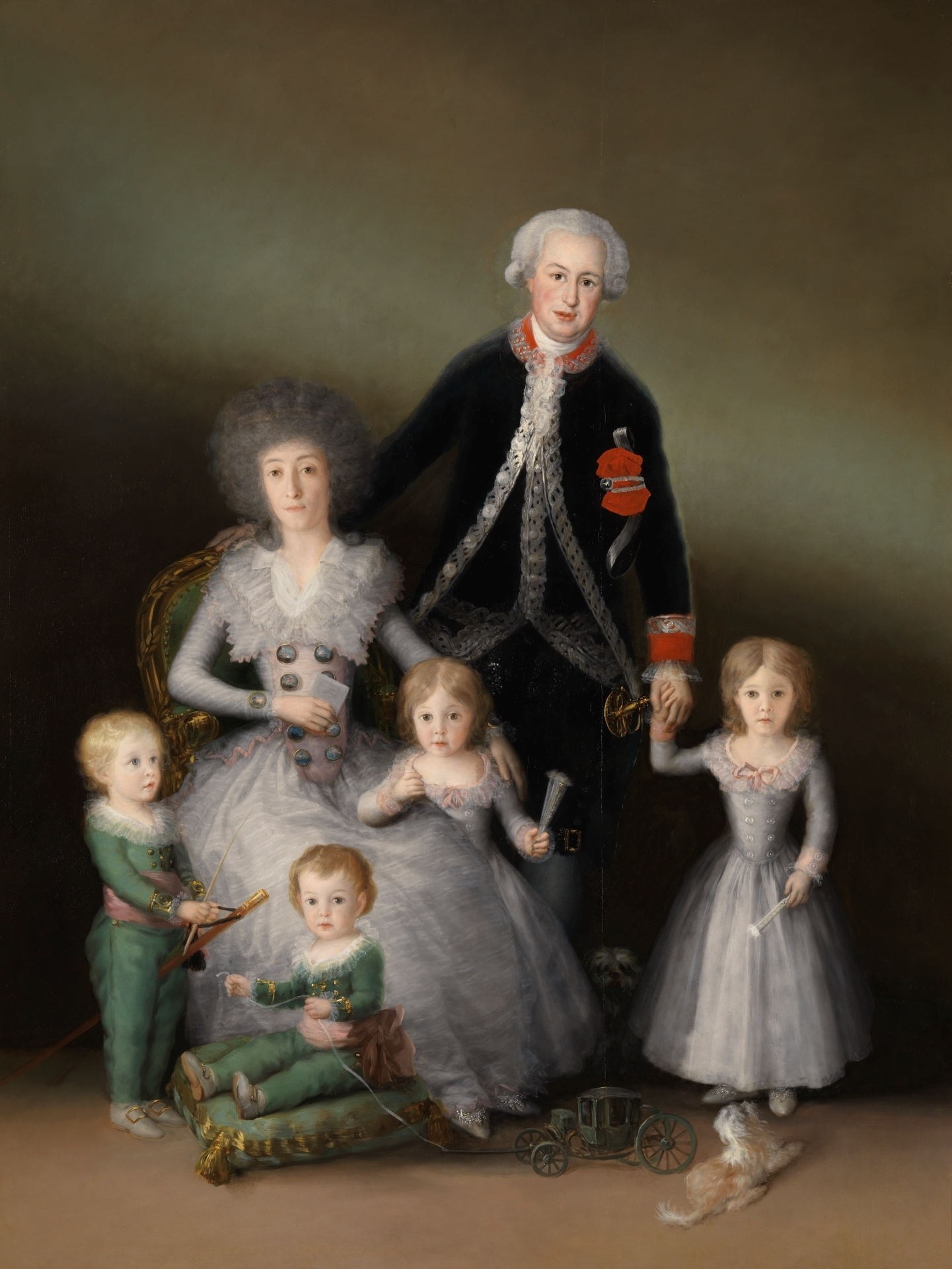
Francisco Goya, Ritratto dei duchi di Osuna con i figli (1788); olio su tela,, museo del Prado, Madrid

### Il successo
Dopo il rimpatrio, Goya, forte del credito acquisito con il viaggio in Italia, ricevette la commissione di decorare a fresco la basilica di Nostra Signora del Pilar a Saragozza, cui seguirono altre committenze altrettanto prestigiose con le quali riuscì a consolidare la propria notorietà. Nel frattempo il pittore si sposò con Josefa, la sorella di Francisco Bayeu. Le nozze, celebrate il 25 luglio 1773 e coronate dalla nascita di Antonio Juan Ramon Carlos nel 1774, non si rivelarono tuttavia molto felici; Josefa, infatti, era notoriamente di sgradevole aspetto ed ebbe poca o nulla influenza sulla vita affettiva del Goya, costellata da numerose amanti.
Anno cruciale per il Goya fu proprio il 1774 quando, grazie all'interessamento di Francisco Bayeu (che, tra l'altro, gli era ormai cognato), venne chiamato a Madrid dal Mengs, allora soprintendente alle Belle Arti, con l'incarico di eseguire i cartoni per la fabbrica reale degli arazzi di Santa Barbara. La manifattura degli arazzi era sino ad allora svolta seguendo l'iconografia fiamminga, ed era intenzione del Mengs ingaggiare giovani spagnoli in grado di sapervi impiegare la maniera locale. Goya, tra il 1774 e il 1792 produsse ben sessantatré cartoni: il loro successo fu sfolgorante ed essi assicurarono al pittore un prestigio sempre crescente, anche tra le classi aristocratiche.
Grazie alla notorietà acquisita con gli arazzi, Goya nel 1780 venne accolto «de mérito» nella Real Academia de San Fernando, realizzando come saggio d'ingresso un Cristo crocifisso prettamente accademico (Goya, probabilmente, si accostò alla tradizione per non esporsi a rischi non necessari, considerando che a quel concorso era già stato bocciato due volte). Dopo esser entrato all'Accademia, parallelamente alla fabbricazione di arazzi Goya produsse anche numerosi dipinti a olio, per lo più ritratti dei vari nobili della corte madrilena, eseguiti sempre con grande penetrazione psicologica. Speciale menzione merita, in tal senso, il Ritratto dei duchi di Osuna con i figli.
Nel frattempo la notorietà raggiunta dal Goya iniziò a essere accompagnata dai riconoscimenti ufficiali. È del 1786 la nomina a pintor del rey da parte del nuovo re, Carlo IV; si tratta di una carica già assegnata illo tempore a Ramón Bayeu, proprio quel pittore che anni addietro entrò in Accademia al posto suo. In virtù di questa qualifica Goya poté finalmente coronare le proprie ambizioni di partecipare alla vita mondana della corte spagnola, appagando così la sua indole focosa e determinata: la sua presenza, infatti, era ormai divenuta indispensabile nei ricevimenti e nelle varie riunioni galanti. Arrivò persino a comprarsi una carrozza per sfrecciare per le strade di Madrid, e all'amico Zapater confidò di aver assistito a un concerto per il re con un'orchestra con più di cento strumenti musicali, affermando addirittura: «colui che desidera qualcosa da me mi cerca, e io mi faccio desiderare di più, e se non è un personaggio di alta posizione sociale, o con raccomandazioni di qualche amico, non farò più nulla a nessuno».

### La malattia e la relazione con la Cayetana
Neanche i turbolenti avvenimenti politici di quel tempo riuscirono a incrinare la fama di Goya, ormai al culmine della sua carriera. Carlo IV, infatti, era universalmente considerato un sovrano inetto, giudicato dalla stessa corte come «un re idiota» incapace di tenere a freno l'intrigante moglie, Maria Luisa di Borbone-Parma. Mentre i vari amici e protettori di Goya venivano spodestati dai loro ruoli, privati del potere e allontanati dalla corte, il pittore aragonese mantenne la sua carica di pintor del rey, continuando così a servire il re. Goya, tuttavia, non aveva fiducia nel governo del nuovo monarca, che in poco tempo finì infatti per soggiacere a uno degli amanti della regina, il primo ministro Manuel Godoy. Anche le opere di questo periodo riflettono il disincanto di Goya verso il nuovo governo e, con tono ironico e graffiante, denunciano la decadenza dell'ancien régime.
Sentendosi ormai oppresso da questa situazione, per un certo periodo Goya decise di allontanarsi dalla corte e di soggiornare in Andalusia. A Siviglia, tuttavia, venne colto da una feroce malattia che lo costrinse a riparare a Cadice, ospite dell'amico Sebastián Martinez. Non è nota la diagnosi di questa malattia, anche se in una lettera di Zapater indirizzata al Bayeau si fa esplicita menzione di un male «per scarsa riflessione», il che ha lasciato supporre che si tratti di sifilide o, persino, di un'intossicazione da piombo contenuto nei pigmenti di colore (Goya, infatti, era solito inumidire i pennelli con la bocca). Le conseguenze di quest'infermità, in ogni caso, furono devastanti: costretto a letto da una brutale paralisi, il pittore fu funestato da feroci emicranie, disturbi visivi e vertigini e il suo stato di salute si fece talmente grave che si temette persino per la sua vita. Pur riuscendo a rimettersi in salute (anche se dopo una lunga convalescenza), Goya fu colto da un'irrimediabile sordità, dalla quale non sarebbe guarito per il resto della sua vita.
Seppur la malattia del 1792-1793 non gli vietò permanentemente l'uso dei pennelli, la sua arte subì un mutamento stilistico e tematico: ne riparleremo più approfonditamente nel paragrafo Stile e temi. Per il momento basti sapere che, abbandonati i toni gioiosi delle pitture precedenti, Goya produsse numerosi quadri di piccolo formato, i cosiddetti cuadritos, dove sono raffigurati eventi agghiaccianti come naufragi o interni di manicomio. Intanto, morto nel 1795 il cognato Francisco Bayeau, Goya ne ereditò la posizione di direttore di pittura all'Accademia. Nel frattempo non trascurò piaceri meno intellettuali, intrecciando una relazione sentimentale clandestina con María Teresa Cayetana de Silva, trentatreenne duchessa d'Alba, una delle donne più affascinanti e ricche di Spagna, seconda per prestigio solo alla regina. Travolto dal fascino seduttivo della donna, Goya trascorse con lei licenziose avventure, infuocate dall'amore e dalla passione: «Non c'era in lei un capello che non emanasse fascino», avrebbe affermato il pittore, autore tra l'altro di due ritratti della stessa duchessa d'Alba.

### La brutalità di GOYA

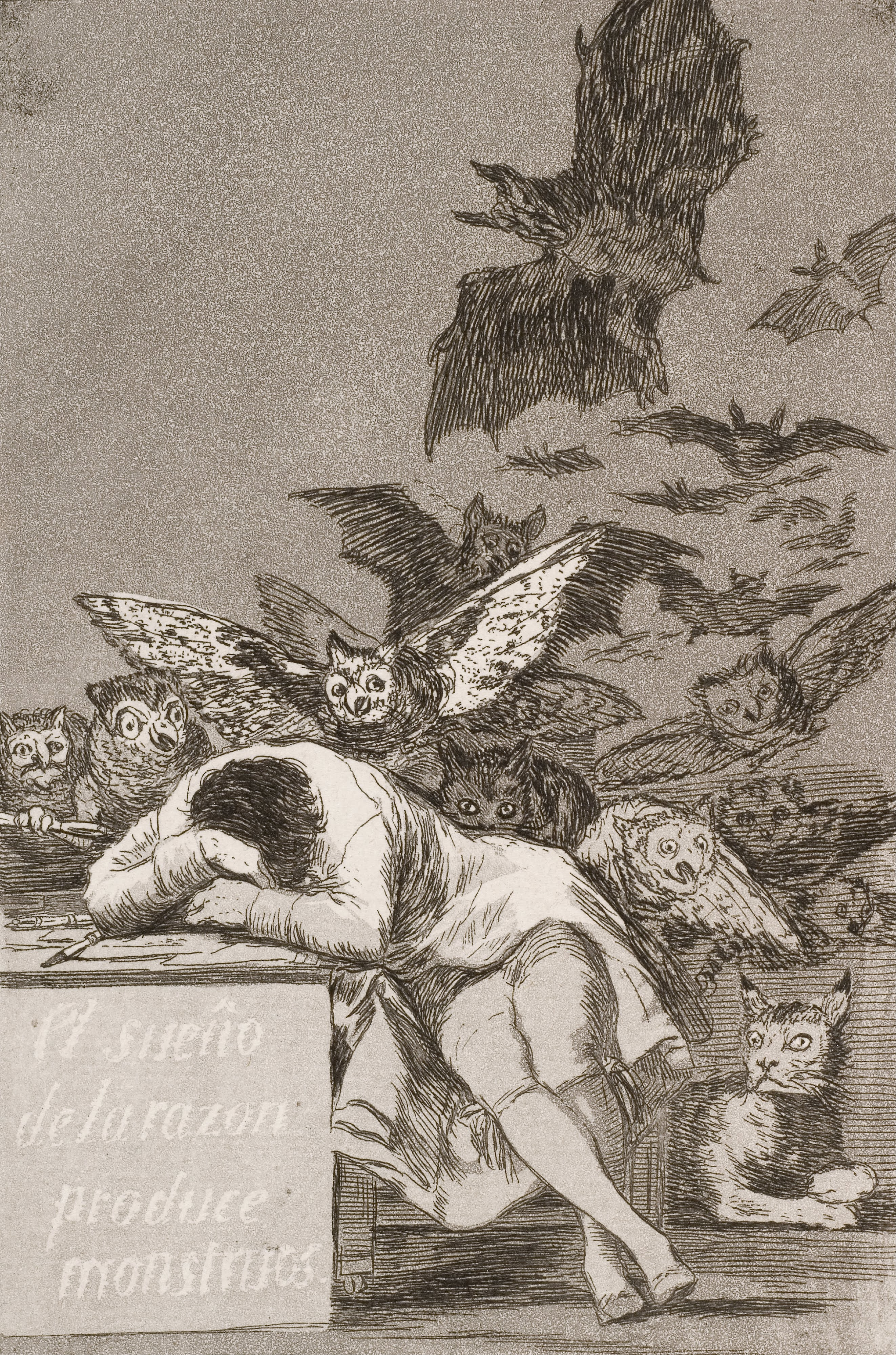
Francisco Goya, Il sonno della ragione genera mostri (1797 circa); penna e inchiostro su carta,, museo del Prado, Madrid

#### ICapricci
Negli anni 1800 e successivi Goya lavorò instancabilmente, eseguendo una cospicua mole di ritratti raffiguranti amici, parenti, nobili: a essere immortalati dal pennello del pittore aragonese furono Sebastián Martinez, l'amico che lo ospitò durante gli anni della malattia, il cognato Francisco Bayeau in un ritratto post mortem, il poeta Juan Meléndez Valdés, l'ambasciatore francese in Spagna Ferdinand Guillemardet e, ancora, la moglie Josefa e l'amico d'infanzia Martín Zapater. L'opera che più tenne impegnato Goya in questi anni, tuttavia, fu la monumentale raccolta dei Capricci, un ciclo di ottanta incisioni che ritraggono, con un'ironia caustica e tagliente, «la censura degli errori e dei vizi umani, delle stravaganze e follie comuni a tutte le società civili», nella prospettiva di mettere in ridicolo le bassezze diffuse nella Spagna del tempo.
La prima edizione dei Capricci venne messa in vendita lunedì 6 febbraio 1799 in un negozio di profumi e liquori di calle Desengaño. Malgrado Goya avesse annunciato pubblicamente che ogni riferimento a persone esistenti o a fatti realmente accaduti fosse puramente casuale (cosa, ovviamente, non vera), la raccolta incontrò l'ostilità dell'Accademia e dell'Inquisizione che, a causa dei contenuti apertamente blasfemi, l'8 agosto ritirò l'opera dalla circolazione. La fama di Goya come incisore, effettivamente, sarebbe stata soprattutto postuma. Tra i Capricci più famosi, in ogni caso, vi è certamente Il sonno della ragione genera mostri, ormai assurto a status di icona.
Nel 1799, grazie all'interessamento del potente amico Gaspar Melchor de Jovellanos, Goya venne nominato Primero Pintor de Cámera e, in virtù di questa qualifica, nel 1801 eseguì il ritratto di Manuel Godoy, per celebrare il titolo di generalissimo ottenuto da quest'ultimo con la vittoria sul Portogallo. Nell'inventario dei beni appartenenti al Godoy qualche anno dopo sarebbero state menzionate La maja vestida e La maja desnuda, ritratti gemelli dei quali si ignora la committenza, ma che certamente furono eseguiti dal Goya tra il 1800 e il 1803.

#### I disastri della guerra

Francisco Goya, Il 3 maggio 1808 (1814); olio su tela,, museo del Prado, Madrid

Nel frattempo, l'intera Spagna venne colta da una grande instabilità geopolitica che, ovviamente, coinvolse anche il Goya. Sul trono spagnolo, infatti, era stato imposto Giuseppe Bonaparte, fratello di Napoleone: benché il popolo spagnolo non fosse nuovo a monarchi stranieri, questo evento suscitò una grandissima indignazione, che sarebbe poi culminata nella rivolta popolare antinapoleonica del 2 maggio 1808 e con la guerra d'indipendenza, conclusasi nel 1814 con il ritorno sul trono iberico di Ferdinando VII. Le conseguenze del conflitto, tuttavia, furono catastrofiche: le truppe napoleoniche, infatti, si resero colpevoli di brutali violenze sulla popolazione civile. Durante gli anni tremendi della guerra d'indipendenza Goya avrebbe disperatamente denunciato queste atrocità dipingendo Il colosso, il ciclo dei Disastri della guerra, Il tribunale dell'Inquisizione, La sepoltura della sardina, La processione dei flagellanti (opere dove il pittore aragonese «fissa l'uomo come si fissa una farfalla, con uno spillo, cogliendolo, per lo più, nei suoi momenti di follia o malvagità», per usare le parole del critico Max Klinger). Il dramma della rivolta antinapoleonica, poi, sarebbe emerso con particolare violenza ne Il 2 maggio 1808 e Il 3 maggio 1808, opere realizzate dopo la restaurazione della monarchia legittima dei Borbone nella prospettiva di celebrare le gloriose azioni del popolo madrileno, insorto contro le truppe francesi proprio in quei due giorni.

### Ultimi anni
Nel 1819 Goya, decaduto dai propri privilegi e allontanatosi dalla corte in seguito al feroce assolutismo di Ferdinando VII, si ritirò presso una casa di campagna alla periferia di Madrid, lungo la riva del fiume Manzanarre, insieme alla compagna Leocadia Zorrilla, incontrata nel 1805 al matrimonio del figlio Javier. Si trattava di un luogo denso di emozionanti ricordi, siccome era proprio lungo le rive del Manzanarre che, in gioventù, diede inizio alla sua carriera di pittore lavorando ai cartoni per la manifattura reale degli arazzi di Santa Barbara. Il luogo, battezzato dai locali Quinta del Sordo (quinta, in spagnolo, significa proprio casa di campagna), si rivelò invece essere una fucina di ossessioni. Goya, infatti, decorò le pareti della casa con immagini spaventose, a pittura su muro: sono le cosiddette pinturas negras (Pitture nere). Ricaduto nella malattia fra il 1819 e il 1820, Goya rischiò quasi la morte, sfuggendovi solo grazie alle affettuose e competenti cure del dottor Arrieta, cui dedicò un dipinto.
Appena concluso il ciclo delle pinturas negras, Goya, approfittando dell'amnistia concessa da Ferdinando VII per le epurazioni generali, decise di allontanarsi dal paese. Per farlo chiese l'autorizzazione per recarsi all'estero, con il pretesto di recarsi alla sede termale di Plombières per alcune cure; ottenutala, lasciò immediatamente la Spagna e si recò invece a Bordeaux, sede di un nutrito gruppo di emigrati spagnoli fuggiti dalla patria per sottrarsi alla persecuzione monarchica. Dopo un soggiorno di tre mesi a Parigi, dove visitò il Louvre e il Salon e si accostò alle «nuove» opere di Ingres e Delacroix, Goya fece nuovamente ritorno a Bordeaux, dove venne raggiunto anche da Leocadia. A Bordeaux Goya si insediò presso una casa sul Cours de Tourny e qui concluse serenamente i propri anni, sperimentando nuove tecniche litografiche e dedicandosi all'insegnamento con la piccola figlia Maria Rosario, vera e propria enfant prodige. Colto il 2 aprile 1828 da una paralisi, Goya sarebbe morto la notte tra il 15 e il 16 aprile, alla veneranda età di ottantadue anni.

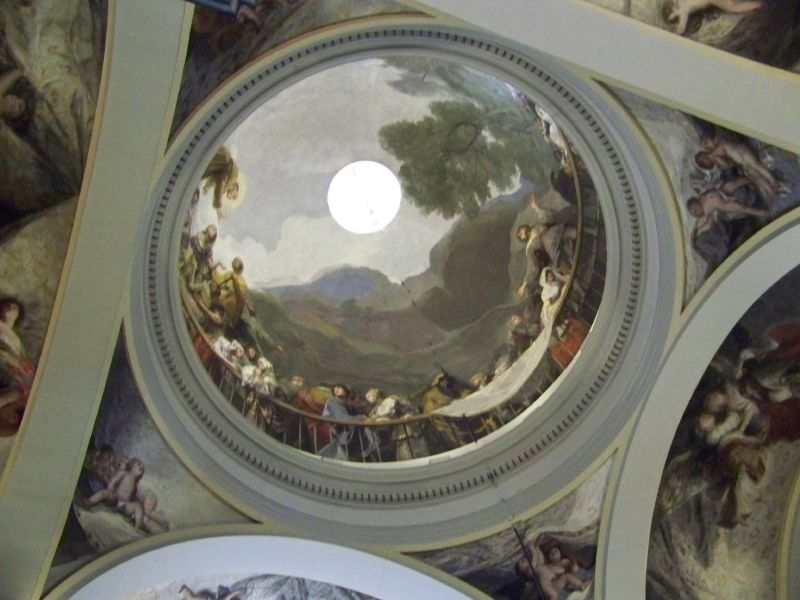
L'affresco della cupola di San Antonio de la Florida

Le spoglie di Goya patirono inquietudini e traversie adeguate a quelle del loro proprietario. Il pittore fu sepolto in un primo tempo a Bordeaux, nel cimitero della Chartreuse, nella tomba di amici spagnoli dove già riposava il suo consuocero. Più di cinquant'anni dopo, nel 1880, il console di Spagna a Bordeaux, Pereyra, capitò davanti alla sua tomba, trovandola indecorosamente abbandonata e iniziò a sollecitare il governo spagnolo a riportare in patria le ossa del glorioso connazionale. Il console e i suoi amici dovettero brigare fino al 1888, quando finalmente si poté procedere all'esumazione per il trasferimento. Si scoprì però, con l'occasione, che allo scheletro mancava la testa (di cui non si seppe mai più nulla). Il progetto di traslazione ricadde perciò nelle panie burocratiche, dove rimase fino al 1899, quando le celebrazioni per il terzo centenario della nascita di Velázquez riattivarono il progetto di rimpatrio di quanto restava di Goya, che nel 1900 fu tumulato con Juan Meléndez Valdés, Leandro Fernández de Moratín e Juan Donoso Cortés in un apposito monumento nel cimitero sacramentale di San Isidro, a Madrid. Finalmente, nel 1919, i resti di Goya trovarono riposo in un luogo a lui assai più caro e familiare, ai piedi dell'altare della cappella di San Antonio de la Florida, di cui aveva affrescato la cupola nel 1798.

## Stile e temi
La versatilità dell'estro creativo di Goya fa sì che egli sia un artista difficilmente inseribile entro i ristretti orizzonti di una definita corrente artistica. I quadri di Goya, infatti, risentono congiuntamente delle sue aspirazioni illuministe-razionali e di impulsi irrazionalistici già romantici. L'artista è ben consapevole di questo suo dualismo tra sentimento e ragione e si propone così di superare il perfezionismo tipico dello stile neoclassico e di raffigurare scene tratte dalla realtà quotidiana o dalla sua immaginifica fantasia, aprendo così la strada al Realismo e al Romanticismo. È in questo modo che Goya matura uno stile molto autonomo e originale, svincolato dagli schematismi accademici e animato da una grande libertà d'espressione e da un linguaggio grintoso, pieno di vigore, sottilmente ironico.

### La maniera chiara

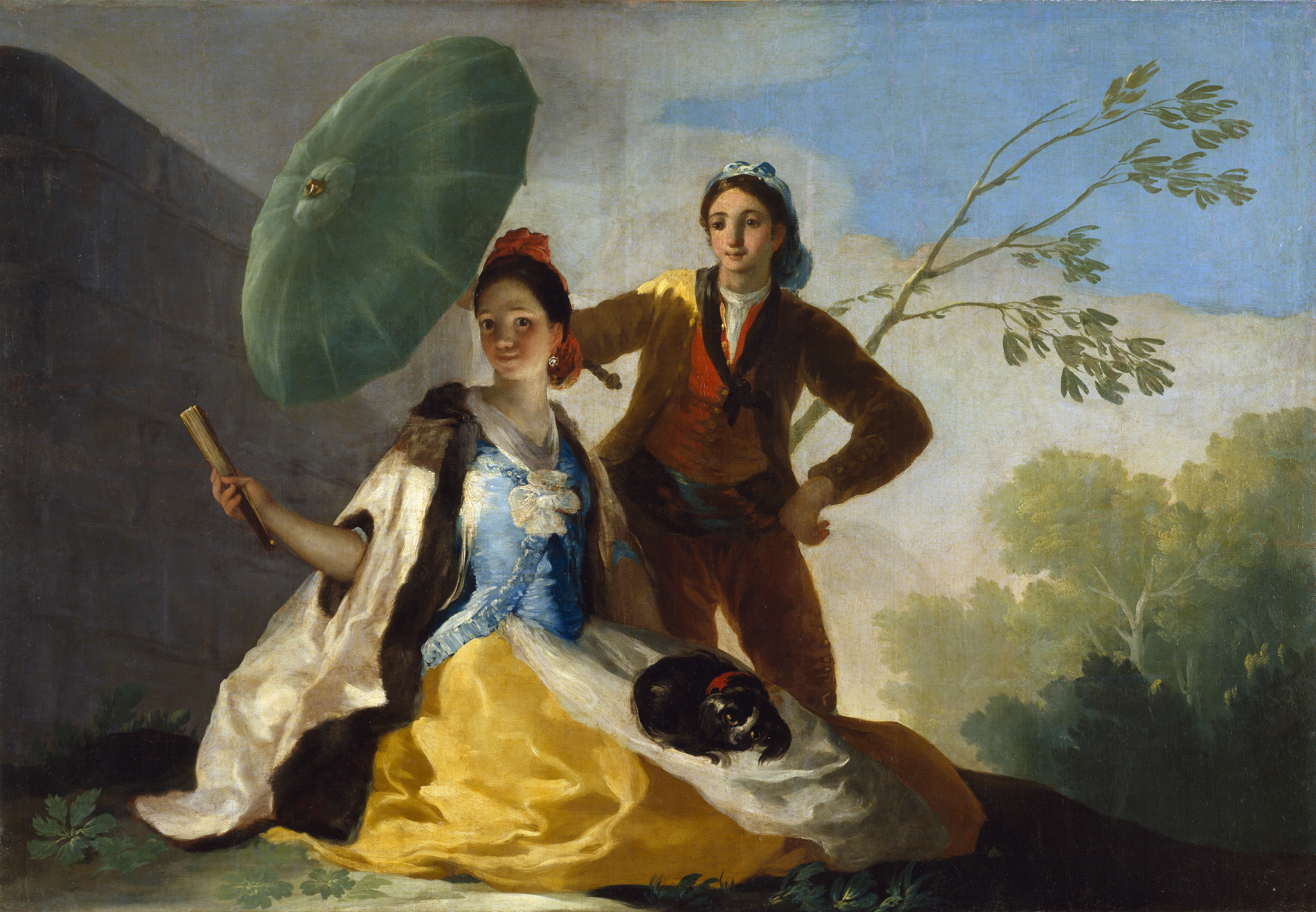
Francisco Goya, Il parasole (1777); olio su tela,, museo del Prado, Madrid

Dopo le timide e sfortunate comparse a Madrid negli esordi, Goya ebbe modo di valutare per la prima volta i suoi orientamenti stilistici nel 1771 quando, tornato dall'Italia, affrescò la certosa di Aula Dei, nei pressi di Saragozza, con le Storie della Vergine. In quest'opera - la prima significativa del pittore aragonese - egli si mostra assai sensibile alle pitture di Corrado Giaquinto, impiegando una tavolozza vivace, ariosa, acquerellata e una certa uniformità tra le impaginazioni, tutte modellate sugli archetipi classici ma vivificate grazie alla disinvoltura della pennellata. Gli affreschi di Aula Dei sono tutt'altro che acerbi e marginali, anzi, vi si avverte già quella potenza drammatica che culminerà nella Quinta del Sordo; essi, tuttavia, sono «una prova lontana anni luce dal Goya maturo; se avesse seguitato a dipingere in quel modo non sarebbe mai entrato nei libri di storia dell'arte, ma è vero che sono uno spartiacque: qui è il massimo che Goya faccia entro la tradizione assimilata», come osservato da Silvia Borghesi.
Indizi palesi di mutamenti stilistici si avvertono nel 1774, quando Goya iniziò a collaborare con la fabbrica reale degli arazzi di Santa Barbara, autentica palestra pittorica nella quale l'artista poté sperimentare nuovi linguaggi creativi sotto una copertura innocua, liberando così inibizioni e stabilendo una sorta di «griglia pittorica di base» alla quale rimase fedele per il resto della sua vita. In queste opere il Goya impiega uno stile sciolto, vitale, all'insegna della modernità, eppure molto sobrio (caratteristica, d'altronde, congeniale alle esigenze di fabbricazione degli arazzi, che richiedevano giocoforza forme semplificate e stilizzate). Il fulcro tematico di questi arazzi è invece quello del «majismo», desunto dai majos e dalle majas del folclore spagnolo e dai loro pittoreschi passatempi, capricciosamente ripresi anche dalle classi aristocratiche. Questa predilezione per le figure del popolo, d'altronde, era conforme alla destinazione finale degli arazzi, atti a ornare le sontuose dimore dei regnanti spagnoli, i quali preferivano temi piacevoli, distensivi, proprio come quelli proposti dal majismo. È interessante, in tal senso, riportare il giudizio di Juan J. Luna, secondo il quale la maniera goyesca negli arazzi è «eminentemente pintoresca y colorista, poblada por majos y manolas y por todo tipo de gentes de rompe y rasga, chisperos, vendedores ambulantes, muchahos y niños, que se divierten, bailan o juegan en ambientes campestres, evocadores del Madrid del último cuarto del XVIII». Notevole, infine, anche l'indagine luministica condotta da Goya negli arazzi, che si concentra su una luce che, disintegrando i volumi in particelle molecolari, definisce lo spazio per effusione atmosferica, senza ricorrere alla prospettiva per descrivere la disposizione reciproca degli oggetti.

### La maniera scura

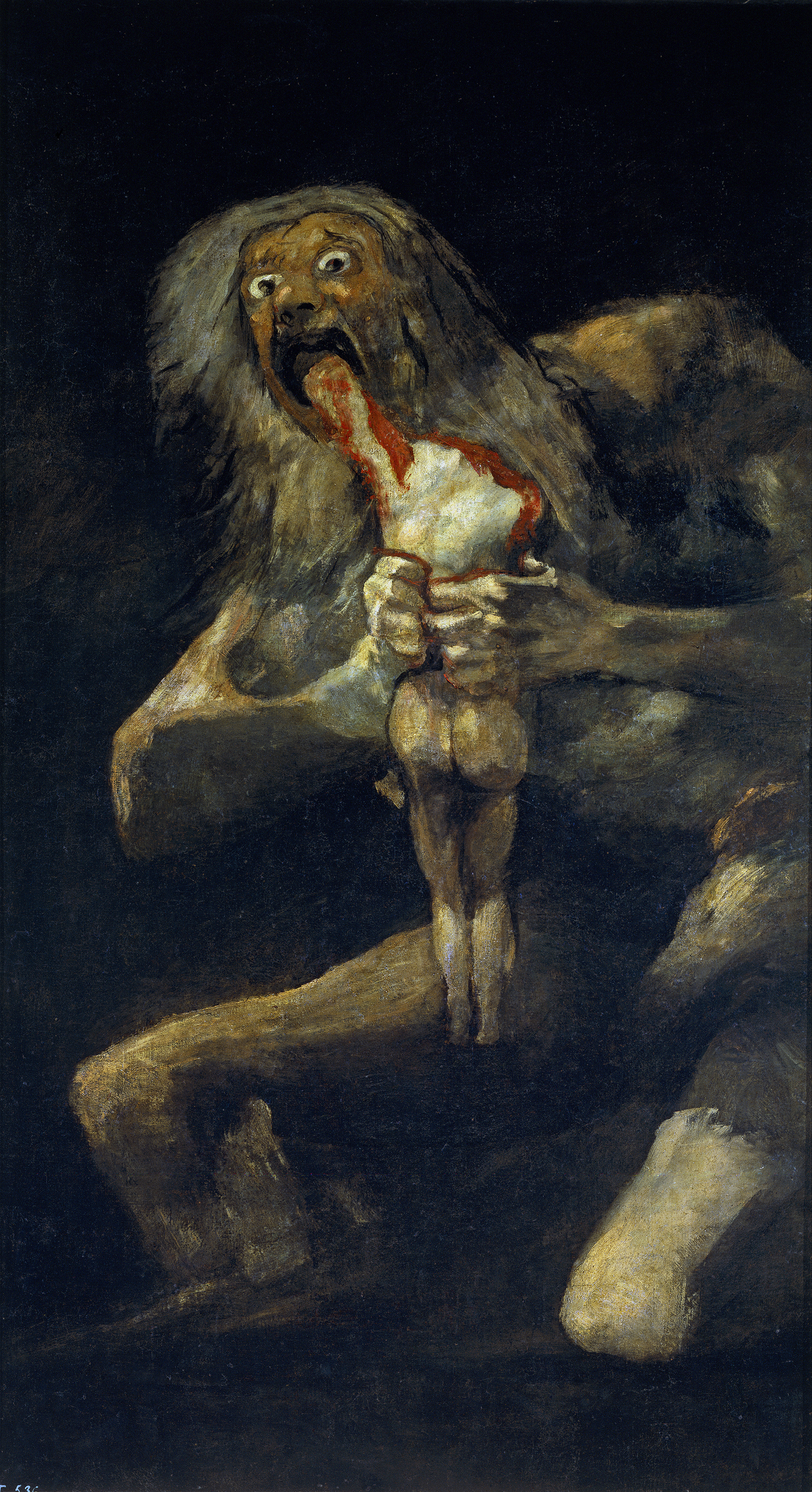
Francisco Goya, Saturno che divora i suoi figli (1821-1823); olio su muro trasportato su tela,, museo del Prado, Madrid

Un totale cambiamento di stili e temi si ebbe con la misteriosa malattia del 1792-1793, doloroso spartiacque dell'esistenza di Goya. Questo drastico mutamento tematico, oltre che dalle drammatiche vicende personali, gli fu imposto anche dal grande sconvolgimento politico sofferto in quegli anni dall'Europa, segnata dall'ascesa al trono di Carlo IV, uomo inetto subentrato al ben più illuminato Carlo III, e dagli eventi legati alla Rivoluzione Francese e alla successiva epopea napoleonica. Ebbene, nel 1792 Goya abbandonò i toni distesi della gioventù e approdò a uno stile onirico, visionario, facendosi interprete della parte «nera», dannata, dolorosa dell'essere umano e rendendola con «chiaroveggenza di sonnambulo» (José Ortega y Gasset). Interessante l'accostamento operato dal critico Jean Starobinski tra la figura di Goya e quella di Beethoven:
(Jean Starobinski)
Questa «maniera scura», per così dire, trovò la sua prima espressione nei cuadritos, undici piccoli dipinti dove Goya si accosta ad «un'arte intima, in cui però la violenza e la tragedia [trovano] un'espressione tanto possente», come osservato da Pierre Gassier. Goya in queste sperimentazioni tratta un'ampia rosa di soggetti, scegliendo di raffigurare scene di naufragio, interni di manicomio, incendi, assalti di briganti, persone ottenebrate e, generalmente, eventi brutali e tragici, tradendo la presenza di una lacerazione spirituale destinata a non rimarginarsi. In tal senso i cuadritos preludono i Capricci, opere in cui Goya inizia a riconoscere la progressiva abdicazione del raziocinio illuminista in favore delle istintuali e violente pulsioni dell'animo umano. Per dirla con le parole di Silvia Borghesi, in questo stadio «Goya ci appare come l'ultimo pittore del Settecento, egli getta ancora il guanto di sfida alla ragione nel terreno dell'irrazionale, corteggia l'incubo minaccioso, lo aizza con gesti da torero, ma è ancora padrone dell'arena».
Prendendo consapevolezza della potenza delle virulente forze dell'inconscio e degli istinti, Goya traccia una strada che verrà seguita da numerosi artisti, come Ensor, Munch e Bacon e persino da letterati e filosofi (si pensi a Poe, Freud, Baudelaire). La visione onirica e suggestiva dei Capricci avrebbe poi lasciato il posto alla materia cronachistica, grottesca dei Disastri della guerra, ciclo dove l'occhio indagatore di Goya si sofferma sulle barbarie perpetrate durante la guerra d'Indipendenza, denunciandone il perverso dilagare della violenza ai danni di soldati catturati e del popolo inerme. Questa visione decisamente pessimistica dell'uomo, accompagnata da una scrupolosa indagine sul lato oscuro della ragione, avrebbe poi trovato il suo culmine nelle Pitture Nere, dove l'oggetto della spietata attenzione di Goya è il grande e cosmico trionfo del male e la sostanziale incapacità dell'uomo di intervenire sull'esito del proprio fato, inevitabilmente destinato a rivelarsi tragico.
È significativo ricordare che queste opere sorgono da un'interferenza tra ragione e follia, che in quanto tale non vede Goya allinearsi con una sola delle due facce della medaglia. Goya, infatti, capisce che eros e thanatos sono aspetti unilaterali dell'esistenza umana, che li comprende e sintetizza entrambi, e per questo motivo sono ineliminabili e, anzi, persino legati tra di loro da una continuità dialettica. Goya, in tal senso, si mostra sedotto sia dalla parte buona sia da quella malvagia dell'essere umano: è in questa prospettiva che egli intuisce che non conviene eliminare la parte «nera» e aberrante dell'uomo che, anzi, può anche esercitare un fascino segreto e irresistibile, senza tuttavia finire schiavo del culto illuminista della ragione.

## Opere
Di seguito è riportato un elenco parziale delle opere di Francisco Goya:

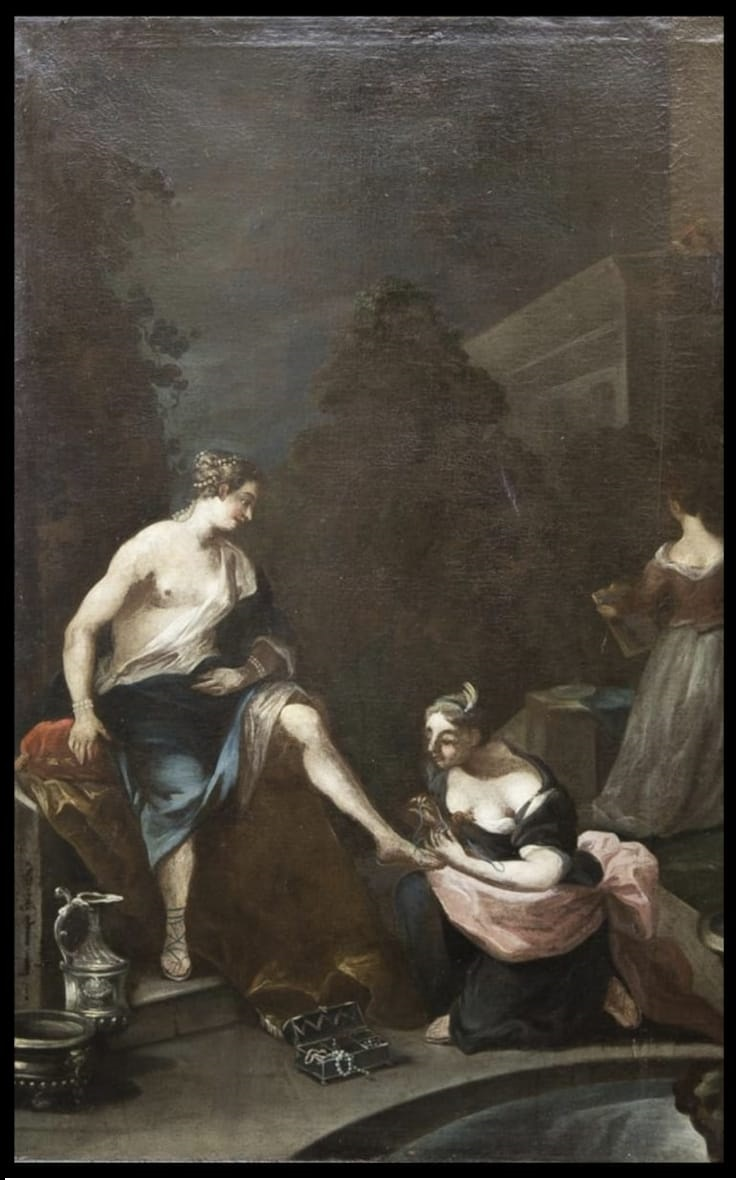
Francisco Goya, Il Bagno di Susanna, (1769/1770), olio su tela, 123x79 cm.

- Francisco Goya, Il Bagno di Susanna, (1769/1770), olio su tela, 123x79 cm.Davide e Betsabea,[33] 1769-70, olio su tela, 123 x 79 cm. collezione privata
- Consacrazione di san Luigi Gonzaga come patrono della gioventù, 1763, olio su tela, 127 × 88 cm,  museo di Saragozza, Saragozza
- Ballo sulle rive del Manzanarre, 1777, olio su tela, 272 × 295 cm, museo del Prado, Madrid
- La passeggiata in Andalusia, 1777, olio su tela, 275 × 190 cm, museo del Prado, Madrid
- Il parasole, 1777, olio su tela, 104 × 152 cm, museo del Prado, Madrid
- L'aquilone, 1777-1778, olio su tela, 269 × 285 cm, museo del Prado, Madrid
- L'altalena, 1779, olio su tela, 260 × 195 cm, museo del Prado, Madrid
- Le lavandaie, 1779-1880, olio su tela, 218 × 166 cm, museo del Prado, Madrid
- La famiglia dell'Infante Don Luis di Borbone, 1783, olio su tela, 248 × 330 cm, fondazione Magnani Rocca, Parma
- Le fioraie, 1786-1787, olio su tela, 277 × 192 cm, museo del Prado, Madrid
- La vendemmia, 1786-1787, olio su tela, 275 × 190 cm, museo del Prado, Madrid
- Il muratore ferito, 1786-1787, olio su tela, 268 × 110 cm, museo del Prado, Madrid
- La moscacieca, 1788-1789, olio su tela, 269 × 350 cm, museo del Prado, Madrid
- Ritratto dei duchi di Osuna con i figli, 1788, olio su tela, 225 × 174 cm, museo del Prado, Madrid
- Il fantoccio, 1792, olio su tela, 267 × 160 cm, museo del Prado, Madrid
- Il cortile dei folli, c. 1794, olio su latta, 32,7 × 43,8 cm, Meadows Museum, Dallas
- Ritratto di Maria Antonia Dorotea Gonzaga, 1795 ca., olio su tela, 87 × 72 cm, museo del Prado, Madrid
- Ritratto della duchessa de Alba, 1795, olio su tela, 194 × 130 cm, collezione de Alba, Madrid
- Ritratto della duchessa de Alba in nero, 1797, olio su tela, 210 × 148 cm, Hispanic Society of America, New York
- Il sonno della ragione genera mostri, 1797, acquaforte, 23 × 15,5 cm, Biblioteca Nacional de Espana, Madrid
- Il grande caprone, 1797-1798, olio su tela, 44 × 31 cm, museo Lázaro Galdiano, Madrid
- La lampada del diavolo, 1797-1798, olio su tela, 42 × 32 cm, National Gallery, Londra
- Luis Gonzaga, 1798, olio su tela, 261 × 160 cm, Museo di Saragozza, Saragozza
- Caprichos, 1799, ciclo di acqueforti
- Ritratto di Maria Luisa di Parma, 1799-1800, olio su tela, 204 × 125 cm, Museo nazionale di Capodimonte, Napoli
- Ritratto di María Luisa de Borbón y Vallabriga, 1800 circa, olio su tela, 220 × 140 cm, Uffizi, Firenze
- La verità, il tempo e la storia, 1800 circa, olio su tela, 294 × 244 cm, Museo nazionale di Stoccolma
- La famiglia di Carlo IV, 1800-1801, olio su tela, 280 × 336 cm, Museo del Prado, Madrid
- Maja vestida, 1800 circa, olio su tela, 95 × 190 cm, Museo del Prado, Madrid
- Maja desnuda, 1800 circa, olio su tela, 95 × 190 cm, Museo del Prado, Madrid
- Il colosso (?), 1808 circa, olio su tela, 116 × 115 cm, museo del Prado, Madrid
- Majas al balcone, 1808-1814, olio su tela, 116 × 115 cm, Metropolitan Museum of Art, New York
- L'acquaiola, 1808-1812, olio su tela, 82 × 68 cm, Museo di belle arti, Budapest
- L'arrotino, 1808-1812, olio su tela, 82 × 68 cm, Museo di belle arti, Budapest
- Il manicomio, 1812-1814, olio su tavola, 45 × 72 cm, Real Academia de San Fernando, Madrid
- La sepoltura della sardina, 1812-1814, olio su tavola, 82,5 × 52 cm, Real Academia de San Fernando, Madrid
- Ritratto del duca di Wellington, 1812–14, olio su tavola, 64,3 × 52,4 cm, National Gallery, London
- Il 2 maggio 1808, 1814, olio su tela, 266 × 345 cm, museo del Prado, Madrid
- Il 3 maggio 1808, 1814, olio su tela, 266 × 345 cm, museo del Prado, Madrid
- Visione fantastica, 1819-23, museo del Prado, Madrid
- Goya curato dal dottor Arrieta, 1820, olio su tela, 115 × 79 cm, Institute of Arts, Minneapolis
- Duello rusticano, 1820-1821, olio su muro trasportato su tela, 123 × 336 cm, museo del Prado, Madrid
- Cane interrato nella rena, 1820-1821, olio su muro trasportato su tela, 134 × 80 cm, museo del Prado, Madrid
- Il sabba delle streghe, 1820-1823, olio su muro trasportato su tela, 140 × 438 cm, museo del Prado, Madrid
- Il pellegrinaggio a San Isidro, 1821-1823, olio su muro trasportato su tela, 140 × 438 cm, museo del Prado, Madrid
- Saturno che divora i suoi figli, 1821-1823, olio su muro trasportato su tela, 146 × 83 cm, museo del Prado, Madrid
- La lattaia di Bordeaux, 1827-1828, olio su tela, 74 × 68 cm, museo del Prado, Madrid

## Opere a lui dedicate
- Goya (romanzo storico di Lion Feuchtwanger pubblicato nel 1951);
- Goya (film 1948);
- La maja desnuda (The Naked Maja), diretto nel 1958 da Henry Koster e interpretato da Anthony Franciosa;
- L'ultimo inquisitore;
- Goya, una vida apasionada;
- Goyescas (suite per pianoforte e opera di Granados);
- Volavérunt (film 1999);
- Furto su misura (The Happy Thieves), diretto nel 1961 da George Marshall.